# Серая мухоловка
Се́рая мухоло́вка (лат. Muscicapa striata) — небольшая, размером с воробья, птица семейства мухоловковых.

## Описание

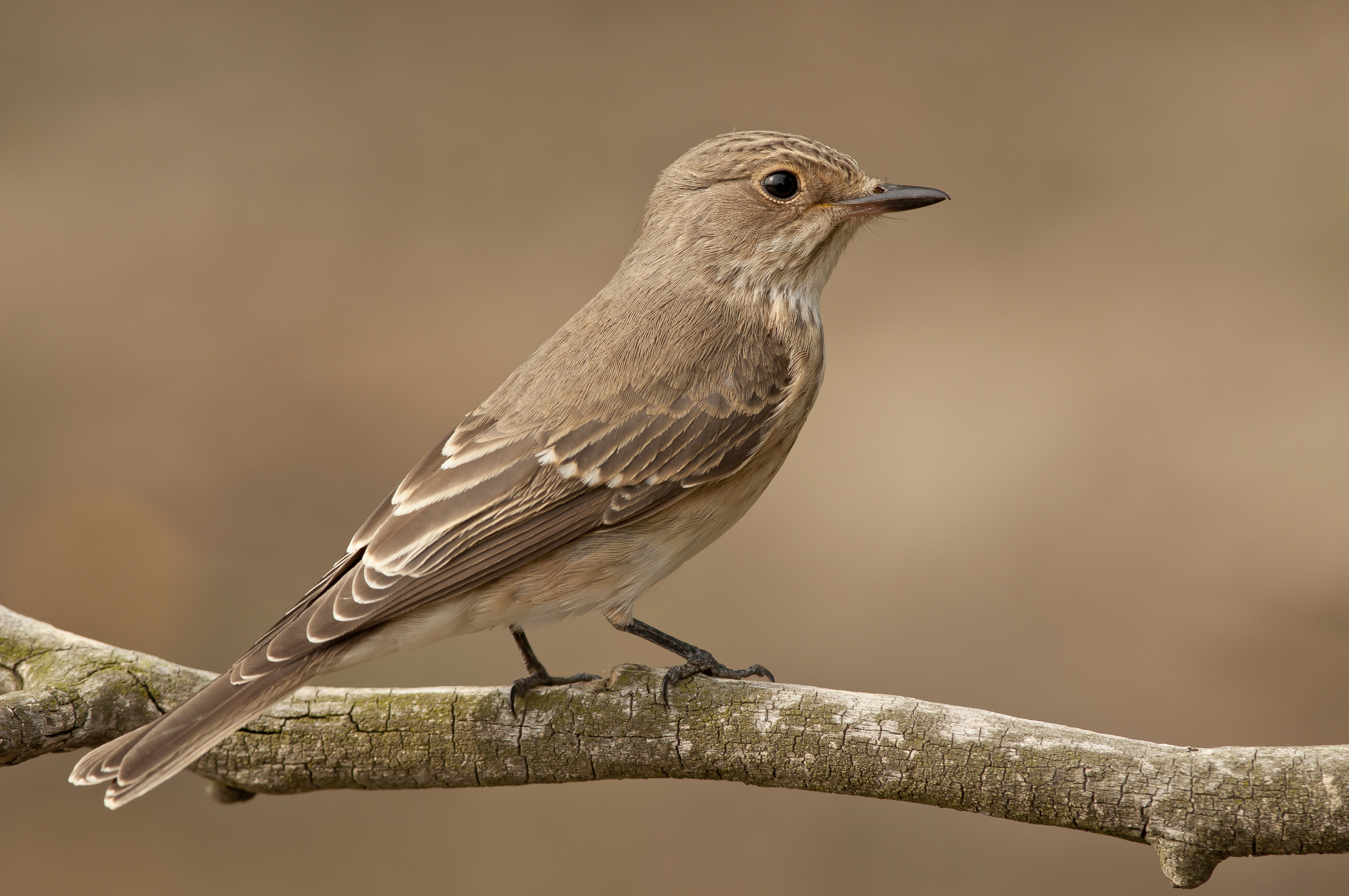
Серая мухоловка

Серая мухоловка — неброской окраски птица с длинными крыльями и хвостом. Это небольшая стройная птица длиной около 14,5 см и весом 14–20 г. Взрослые птицы имеют серое, либо серо-бурое оперение. Брюхо светлое со слабыми, тёмными штрихами. Ноги короткие и темноватые, как и клюв. Птенцы более бурого цвета, чем взрослые птицы. По внешнему виду серая мухоловка очень напоминает ширококлювую. Полы похожи.
Песня тихая с резкими звуками «петь», «тсить».

## Местообитание
Гнездится в большинстве регионов Европы и в Западной Азии. Зимует в Африке и на юго-западе Азии.

## Питание
Серая мухоловка охотится на летающих насекомых с открытых возвышений, насестов, на которые она чаще всего снова возвращается. Её легко узнать по тому, как она часто потряхивает крыльями и хвостом, сидя на охотничьем посту, а затем взлетает ввысь на несколько метров, чтобы поймать насекомое.

## Размножение
Серая мухоловка гнездится в лесах, парках, садах, предпочитая открытые места с редкими деревьями. Гнездо открытое, чашеобразной формы. Лоток выстилается перьями или шерстью животных. Сезон размножения длится с середины мая до середины июля. В кладке  4—6 яиц. 
Насиживают оба родителя в течение 12-14 суток. Птенцы оперяются через 12-13 суток. Когда первый выводок успешно покидает гнездо, оно используется повторно для второй кладки.
По сравнению со многими другими птицами серая мухоловка умеет ясно отличать собственные яйца от яиц других видов. Эта способность обычно присуща только тем птицам, чьим гнездовым паразитом является кукушка.

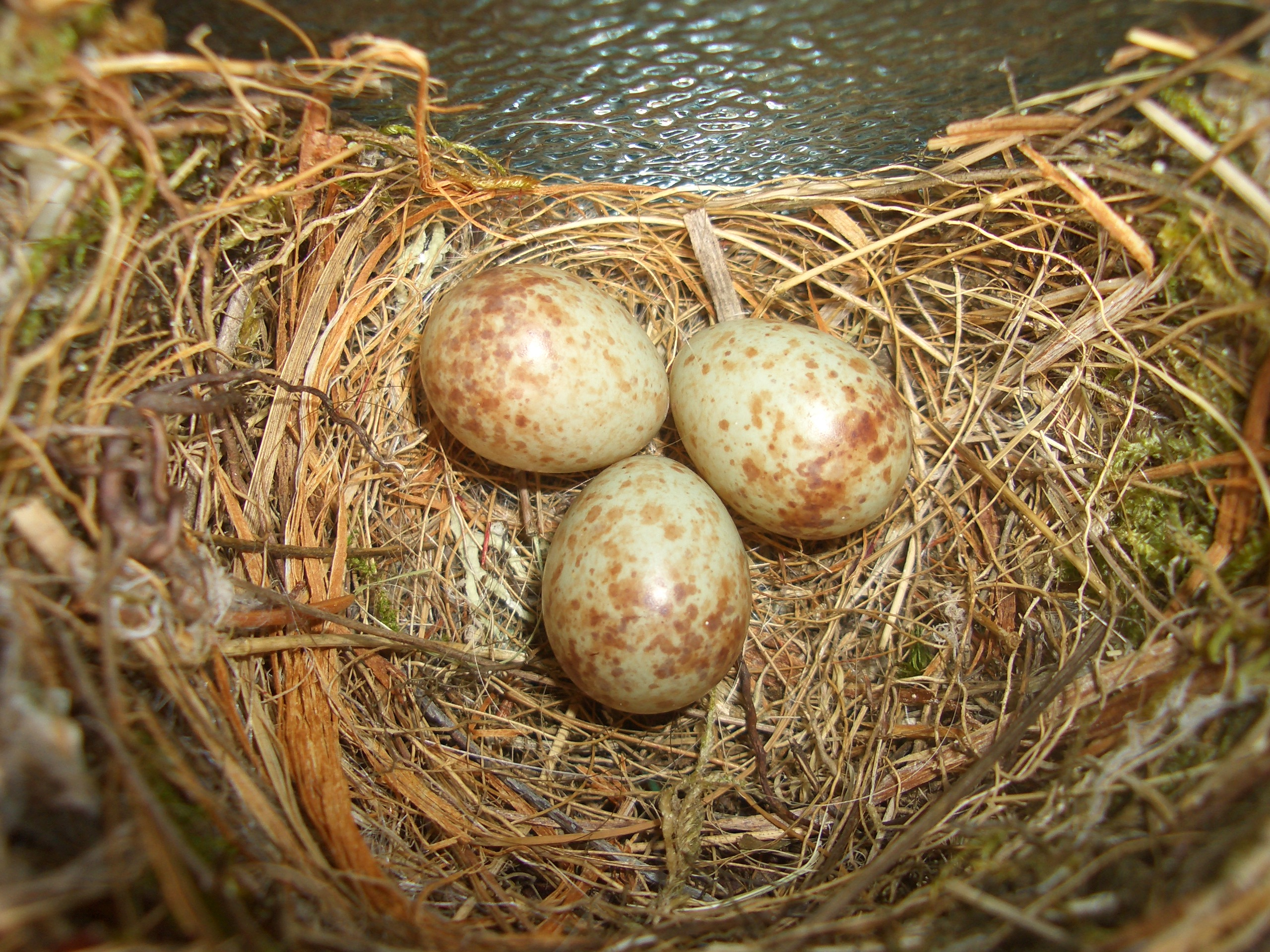
Кладка
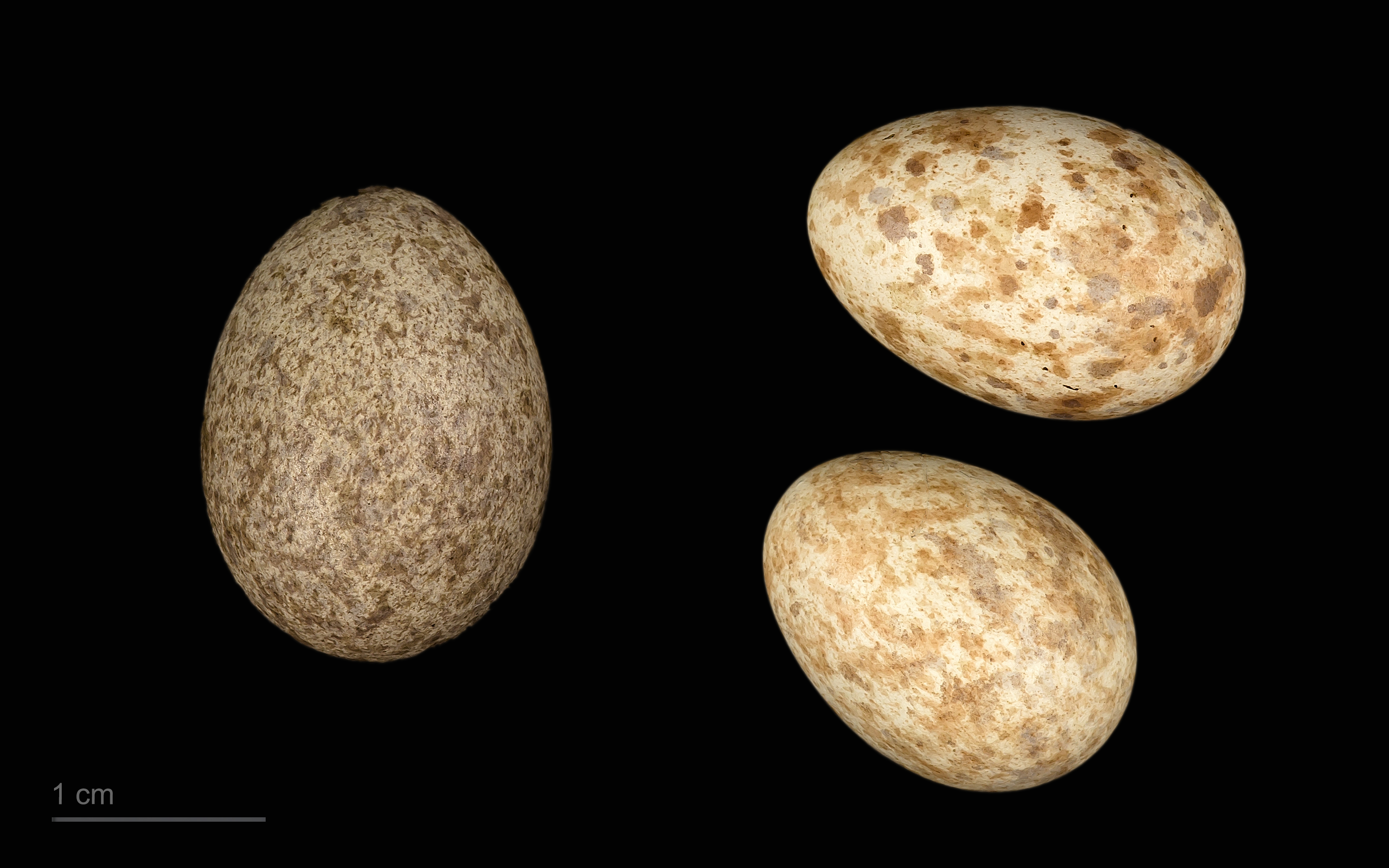
Яйцо кукушки обыкновенной (слева) и серой мухоловки (Тулузский музей)
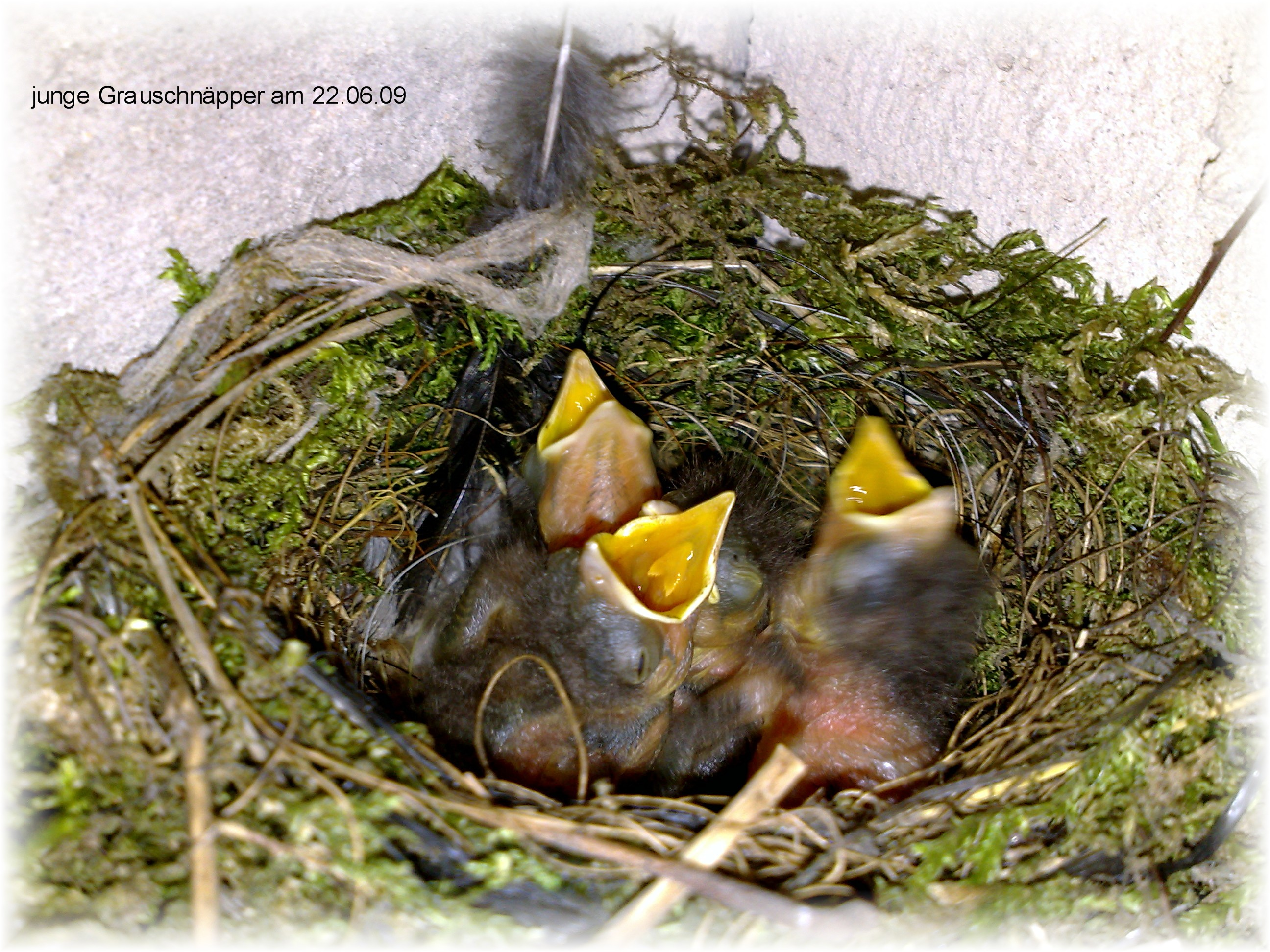
Птенцы в гнезде
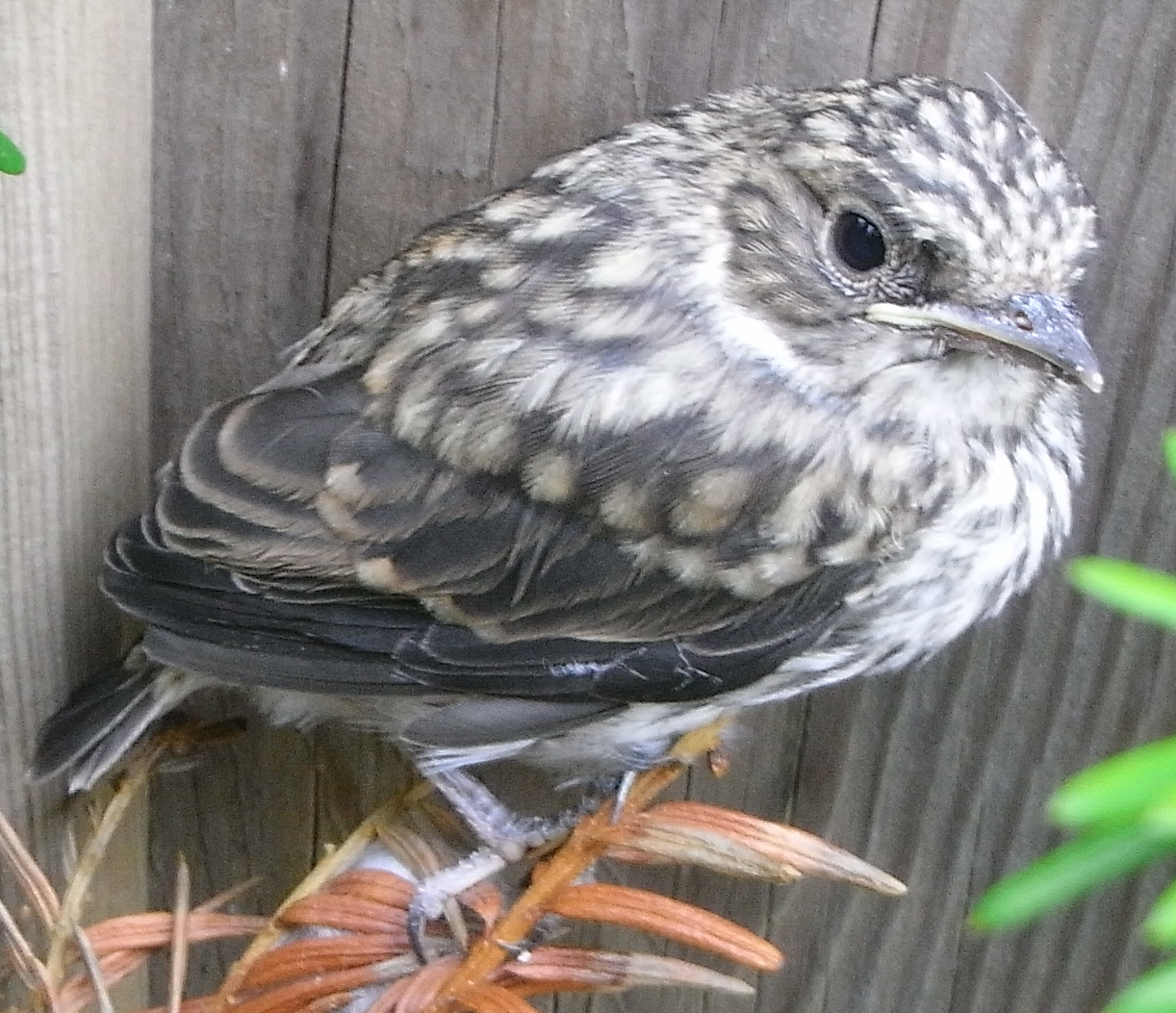
Слёток серой мухоловки вскоре после вылета из гнезда